# Liste der Mitglieder der American Academy of Arts and Sciences/2007
Im Jahr 2007 wählte die American Academy of Arts and Sciences 225 Personen in fünf Kategorien zu ihren Mitgliedern.
Unter den 225 Mitgliedern (fellows) sind 23 „foreign honorary members“, die keine Staatsbürger der Vereinigten Staaten oder dort tätig sind; diese sind farblich hervorgehoben.

## Neugewählte Mitglieder

### Mathematische und physikalische Wissenschaften
- Héctor D. Abruña (* 1953)
- Alexis T. Bell (* 1942)
- Rodney A. Brooks (* 1954)
- Donald E. Brownlee (* 1943)
- F. Michael Christ (* 1955)
- William J. Dally (* 1960)
- David J. DeWitt (* 1948)
- Persis Drell (* 1955)
- Deborah Estrin (* 1959)
- Stephen Fienberg (1942–2016)
- Karl F. Freed (* 1942)
- Gregory Fu (* 1963)
- Robert Griess (* 1945)
- Pat Hanrahan (* 1955)
- Lars Hernquist (* 1954)
- Ehud Hrushovski (* 1959)
- Thomas J. R. Hughes (* 1943)
- Deborah Jin (1968–2016)
- William L. Jorgensen (* 1949)
- James Jorgenson (* 1952)
- Victor Kac (* 1943)
- Chaitan Khosla (* 1964)
- Jon Kleinberg (* 1971)
- John M. Kosterlitz (* 1943)
- John Lasseter (* 1957)
- Peter Wai-Kwong Li (* 1952)
- Juan Maldacena (* 1968)
- Tomasz Mrowka (* 1961)
- Venkatesh Narayanamurti (* 1939)
- Alan Needleman (* 1944)
- Arto Nurmikko (* 1945)
- Richard John O’Connell (1941–2015)
- Michael Ortiz (* 1954)
- Saul Perlmutter (* 1959)
- Stephen B. Pope (* 1949)
- Marcia J. Rieke (* 1951)
- Paul von Ragué Schleyer (1930–2014)
- Eric Schmidt (* 1955)
- John Schwarz (* 1941)
- Joseph Silk (* 1942)
- Paul G. Silver (1948–2009)
- Robert Spinrad (1932–2009)
- Michael E. Taylor (* 1946)
- Joan S. Valentine (* 1945)
- Bruce Winstein (1943–2011)
- Edward L. Wright (* 1947)
- Klaus Wyrtki (1925–2013)
- Robert J. Zimmer (1947–2023)

### Biologische Wissenschaften
- Nancy C. Andrews (* 1958)
- Brenda L. Bass (* 1955)
- Bonnie L. Bassler (* 1962)
- Rosina M. Bierbaum (* 1952)
- Arup K. Chakraborty (* 1961)
- Jerry Coyne (* 1949)
- Nancy L. Craig (* 1952)
- Christopher M. Dobson (1949–2019)
- Stephen T. Emlen (* 1940)
- John Endler (* 1947)
- Bernard G. Forget (1939–2015)
- Douglas Hanahan (* 1951)
- Barton Ford Haynes (* 1947)
- Avram Hershko (* 1937)
- Barry Honig (* 1941)
- Raymond B. Huey (* 1944)
- Carlton C. Hunt (1918–2008)
- Lily Jan (* 1947)
- Yuh Nung Jan (* 1946)
- Alexander D. Johnson (* 1952)
- Louise Johnson (1940–2012)
- Alexandra Joyner (* 1956)
- Peter Kareiva (* 1951)
- Haig H. Kazazian (1937–2022)
- Christof Koch (* 1956)
- Robert A. Lamb (* 1950)
- Titia de Lange (* 1955)
- Charles H. Langley (* 1945)
- Donald Ludwig (1933–2018)
- Terry Magnuson (* 1950)
- Gail Mandel (* 1950)
- Jerry M. Melillo (* 1943)
- Helen Neville (1946–2018)
- Michel C. Nussenzweig (* 1955)
- Baldomero M. Olivera (* 1941)
- Moshe Oren (* 1948)
- Luis Parada (* 1954)
- Helen Piwnica-Worms (* 1957)
- Mary E. Power (* 1950)
- Peter J. Ratcliffe (* 1954)
- M. Thomas Record (* 1942)
- Allan Rosenfield (1933–2008)
- Joshua Sanes (* 1949)
- Peter H. Schiller (* 1931)
- Steven Schroeder (* 1939)
- Nanako Shigesada (* 1942)
- John Spudich (* 1945)
- Robert M. Stroud (* 1942)
- Jeremy Thorner (* 1946)
- Susan R. Wessler (* 1953)
- David R. Williams (* 1954)
- Yuan Junying (* 1958)

### Sozialwissenschaften
- Rosalie Silberman Abella (* 1946)
- Akhil Reed Amar (* 1958)
- Stephen Ansolabehere (* 1962)
- Renée Baillargeon (* 1951)
- Aaron T. Beck (1921–2021)
- Philip Betancourt (* 1936)
- David Cutler (* 1965)
- Alan Mark Dachs (* 1947)
- Tom Dillehay (* 1947)
- Darrell Duffie (* 1954)
- Christopher Edley (* 1953)
- Glenn Ellison (* 1965)
- Robert S. Erikson (* 1941)
- Gøsta Esping-Andersen (* 1947)
- Ernst Fehr (* 1956)
- Kenneth French (* 1954)
- Susan Gal (* 1949)
- Anthony Greenwald (* 1939)
- Henry Hansmann (* 1945)
- David Harvey (* 1935)
- Herbert Hovenkamp (* 1948)
- Janellen Huttenlocher (1932–2016)
- Pamela S. Karlan (* 1959)
- David F. Levi (* 1951)
- Arthur Lupia (* 1964)
- N. Gregory Mankiw (* 1958)
- Aryeh Neier (* 1937)
- Whitney Newey (* 1954)
- Richard G. Niemi (* 1941)
- Sandra Day O’Connor (1930–2023)
- Michael Petrides (* 1949)
- Elsa Redmond (* 1951)
- Richard L. Revesz (* 1958)
- Frances Rosenbluth (1958–2021)
- Anna J. Schwartz (1915–2012)
- Judith Shapiro (* 1942)
- Jim Sidanius (1945–2021)
- Linda B. Smith (* 1951)
- James M. Snyder (* 1959)
- Dan Sperber (* 1940)
- John L. Sullivan (* 1945)
- William Twining (* 1934)
- Margaret Weir (* 1952)
- Bruce Western (* 1964)
- Viviana A. Zelizer (* 1946)

### Geisteswissenschaften und Kunst
- Emanuel Ax (* 1949)
- John Banville (* 1945)
- David Gordon Blackbourn (* 1949)
- Lee Bontecou (1931–2022)
- Jacques Brunschwig (* 1929)
- Madeline H. Caviness (* 1938)
- Michael J. Colacurcio (* 1936)
- Jacques d’Amboise (1934–2021)
- Leo Damrosch (* 1941)
- Margot Fassler (* 1953)
- John Goldsmith (* 1950)
- Patricia Hampl (* 1946)
- Robert Pogue Harrison (* 1954)
- Geoffrey Hellman (* 1943)
- Isabel Hull (* 1949)
- Evelyn Fox Keller (1936–2023)
- Rem Koolhaas (* 1944)
- Spike Lee (* 1957)
- Thomas W. Lentz (* 1951)
- Sabine G. MacCormack (1941–2012)
- Lawrence Manley (* 1949)
- Errol Morris (* 1948)
- Jessye Norman (1945–2019)
- Roger Owen (1935–2018)
- Amos Oz (1939–2018)
- Nell Irvin Painter (* 1942)
- Terence Parsons (1939–2022)
- Nicholas Penny (* 1949)
- Peter Perdue (* 1949)
- Robert B. Pippin (* 1948)
- Yvonne Rainer (* 1934)
- Steve Reich (* 1936)
- Ivan Sag (1949–2013)
- Aldo Schiavone (* 1944)
- Stephen Schiffer (* 1940)
- John Patrick Shanley (* 1950)
- Martin J. Sherwin (1937–2021)
- Debora Shuger (* 1953)
- Richard Sieburth (* 1949)
- Wilfried Sieg (* 1945)
- Robert A. M. Stern (* 1939)
- Lino Tagliapietra (* 1934)
- Tzvetan Todorov (* 1939)
- Billie Tsien (* 1949)
- Mitsuko Uchida (* 1948)
- Brian Vickers (* 1937)
- David J. Weber (1940–2010)
- Michael J. Williams (* 1947)
- Tod Williams (* 1943)
- Timothy Williamson (* 1955)
- Mark Wilson (* 1947)
- Wu Hung (* 1956)

### Public Affairs, Business und Administration
- Roger Angell (1920–2022)
- Frank A. Bennack (* 1933)
- Michael Bloomberg (* 1942)
- Donald Bren (* 1932)
- Aram Chobanian (* 1929)
- Michael V. Drake (* 1950)
- Lawrence K. Fish (* 1944)
- Bernard M. Gordon (* 1927)
- Al Gore (* 1948)
- Norman B. Leventhal (1917–2015)
- James McNerney (* 1949)
- Morton H. Meyerson (* 1938)
- James Moeser (* 1939)
- Norman P. Neureiter (* 1932)
- George Ranney (* 1936)
- William K. Reilly (* 1940)
- James Risen (* 1955)
- Arthur Rock (* 1926)
- John Shattuck (* 1943)
- David E. Shaw (* 1951)
- Stephen Stamas (* 1931)
- Donald Mitchell Stewart (1938–2019)
- John L. Thornton (* 1954)
- Kenneth L. Wallach (* 1946)
- John Waterbury (* 1939)
- Alice Waters (* 1944)
- Murray Weidenbaum (1927–2014)
- James Wood (* 1965)